# .rs
rs. هو امتداد خاص بالعناوين الإلكترونية (نطاق) domain للمواقع التي تنتمي لصربيا.